# Nicolas Claxton
Nicolas Devir Claxton (Greenville, 17 aprile 1999) è un cestista americo-verginiano.
È il figlio di Charles Claxton, anch'egli cestista.

## Caratteristiche tecniche
A Brooklyn, in presenza di Irving e Durant, riesce a fornire aiuto offensivo anche senza portare la palla piazzandosi vicino al canestro e fornendo numerosi alley-oop o mettendo dentro il tiro sbagliato da un compagno. A questo si aggiunge l'aiuto fornito in difesa, con stoppate e rimbalzi. Pur non rientrando nell'elite dei difensori, ha una buona versatilità. Nonostante l'altezza, infatti, Claxton ha un ottimo controllo del corpo e può marcare alcune guardie e la maggior parte delle ali. Dove lascia a desiderare, invece, è nel tiro, libero compreso.

## Carriera
È stato selezionato dai Brooklyn Nets al secondo giro del Draft NBA 2019 (31ª scelta assoluta).

## Statistiche
| * | Primo nella lega |

### NCAA
| Anno      | Squadra          | PG | PT | MP   | TC%  | 3P%  | TL%  | RP  | AP  | PRP | SP  | PP   |
| --------- | ---------------- | -- | -- | ---- | ---- | ---- | ---- | --- | --- | --- | --- | ---- |
| 2017-2018 | Georgia Bulldogs | 33 | 5  | 14,7 | 44,9 | 36,4 | 52,3 | 3,9 | 0,2 | 0,2 | 1,3 | 3,9  |
| 2018-2019 | Georgia Bulldogs | 32 | 32 | 31,6 | 46,0 | 28,1 | 64,1 | 8,6 | 1,8 | 1,1 | 2,5 | 13,0 |
| Carriera  | Carriera         | 65 | 37 | 23,0 | 45,7 | 30,2 | 61,1 | 6,2 | 1,0 | 0,6 | 1,9 | 8,4  |

#### Massimi in carriera
- Massimo di punti: 25 vs Florida (2 marzo 2019)[5]
- Massimo di rimbalzi: 15 vs Kennesaw State (27 novembre 2018)
- Massimo di assist: 6 vs Georgia Tech (22 dicembre 2018)
- Massimo di palle rubate: 3 vs Texas-Austin (26 gennaio 2019)
- Massimo di stoppate: 6 (3 volte)
- Massimo di minuti giocati: 39 vs Kentucky (15 gennaio 2019)

### NBA

#### Regular Season
| Anno      | Squadra       | PG  | PT  | MP   | TC%   | 3P%  | TL%  | RP  | AP  | PRP | SP  | PP   |
| --------- | ------------- | --- | --- | ---- | ----- | ---- | ---- | --- | --- | --- | --- | ---- |
| 2019-2020 | Brooklyn Nets | 15  | 0   | 12,5 | 56,3  | 14,3 | 52,4 | 2,9 | 1,1 | 0,1 | 0,5 | 4,4  |
| 2020-2021 | Brooklyn Nets | 32  | 1   | 18,6 | 62,1  | 20,0 | 48,4 | 5,2 | 0,9 | 0,7 | 1,3 | 6,6  |
| 2021-2022 | Brooklyn Nets | 47  | 19  | 20,7 | 67,4  | -    | 58,1 | 5,6 | 0,9 | 0,5 | 1,1 | 8,7  |
| 2022-2023 | Brooklyn Nets | 76  | 76  | 29,9 | 70,5* | 0,0  | 54,1 | 9,2 | 1,9 | 0,9 | 2,5 | 12,6 |
| 2023-2024 | Brooklyn Nets | 71  | 71  | 29,8 | 62,9  | 20,0 | 55,1 | 9,9 | 2,1 | 0,6 | 2,1 | 11,8 |
| 2024-2025 | Brooklyn Nets | 70  | 62  | 26,9 | 56,3  | 23,8 | 51,3 | 7,4 | 2,2 | 0,9 | 1,4 | 10,3 |
| Carriera  | Carriera      | 311 | 229 | 25,8 | 63,6  | 20,0 | 53,7 | 7,7 | 1,7 | 0,7 | 1,7 | 10,3 |

#### Play-off
| Anno     | Squadra       | PG | PT | MP   | TC%  | 3P% | TL%  | RP  | AP  | PRP | SP  | PP   |
| -------- | ------------- | -- | -- | ---- | ---- | --- | ---- | --- | --- | --- | --- | ---- |
| 2021     | Brooklyn Nets | 12 | 0  | 10,8 | 48,3 | -   | 66,7 | 2,8 | 0,6 | 0,3 | 1,1 | 2,5  |
| 2022     | Brooklyn Nets | 4  | 0  | 24,3 | 79,2 | -   | 18,2 | 6,3 | 1,5 | 1,3 | 2,3 | 10,5 |
| 2023     | Brooklyn Nets | 4  | 4  | 29,3 | 72,0 | -   | 60,0 | 8,0 | 1,5 | 0,3 | 1,8 | 10,5 |
| Carriera | Carriera      | 20 | 4  | 17,3 | 65,4 | -   | 34,3 | 4,5 | 1,0 | 0,5 | 1,4 | 5,7  |

### Massimi in carriera
- Massimo di punti: 27 vs Detroit Pistons  (26 gennaio 2023)[6]
- Massimo di rimbalzi: 17 vs New York Knicks (23 gennaio 2024)
- Massimo di assist: 6 (2 volte)
- Massimo di palle rubate: 4 (3 volte)
- Massimo di stoppate: 7 vs Golden State Warriors (5 febbraio 2024)
- Massimo di minuti giocati: 43 vs Miami Heat (15 gennaio 2024)

### G League
| Anno      | Squadra          | PG | PT | MP   | TC%  | 3P%  | TL%  | RP  | AP  | PRP | SP  | PP   |
| --------- | ---------------- | -- | -- | ---- | ---- | ---- | ---- | --- | --- | --- | --- | ---- |
| 2019-2020 | Long Island Nets | 9  | 5  | 21,3 | 65,9 | 55,6 | 76,2 | 7,3 | 1,8 | 0,8 | 1,2 | 16,7 |
| Carriera  | Carriera         | 9  | 5  | 21,3 | 65,9 | 55,6 | 76,2 | 7,3 | 1,8 | 0,8 | 1,2 | 16,7 |